# Pookie (film)
Pour les articles homonymes, voir Pookie.
Pour plus de détails, voir Fiche technique et Distribution.
Pookie (The Sterile Cuckoo) est un film américain réalisé par Alan J. Pakula et sorti en 1969. Il s'agit d'une adaptation cinématographique du roman The Sterile Cuckoo de John Nichols. Il s'agit du premier film du cinéaste.

## Synopsis
Quand elle apprend qu'elle est enceinte, une jeune femme est abandonnée par son amant, un étudiant totalement immature. Sa vie en est bouleversée.

## Fiche technique
- Titre français : Pookie
- Titre original : The Sterile Cuckoo
- Réalisation : Alan J. Pakula
- Scénario : Alvin Sargent, d'après le roman The Sterile Cuckoo de John Nichols
- Pays de production :  États-Unis
- Format : Couleurs - 1,85:1 - Mono - 35 mm
- Genre : comédie dramatique
- Durée : 107 minutes
- Date de sortie :
  - États-Unis1969

## Distribution
- Liza Minnelli (VF : Marie Martine) : Mary Ann « Pookie » Adams
- Wendell Burton (VF : Patrick Dewaere) : Jerry Payne
- Tim McIntire (VF : Philippe Ogouz) : Charlie Schumacher
- Chris Bugbee (VF : Pierre Pernet) : Roe
- Sandy Faison (VF : Sylviane Mathieu) : Nancy Putnam
- Austin Green : le père de Pookie

## Production
Le tournage a lieu dans plusieurs villes de l'État de New York (Clinton, Rome, Sylvan Beach, ....) ainsi qu'en Californie (Paramount Studios, Ontario).